# خفاش نعل‌اسبی بزرگ

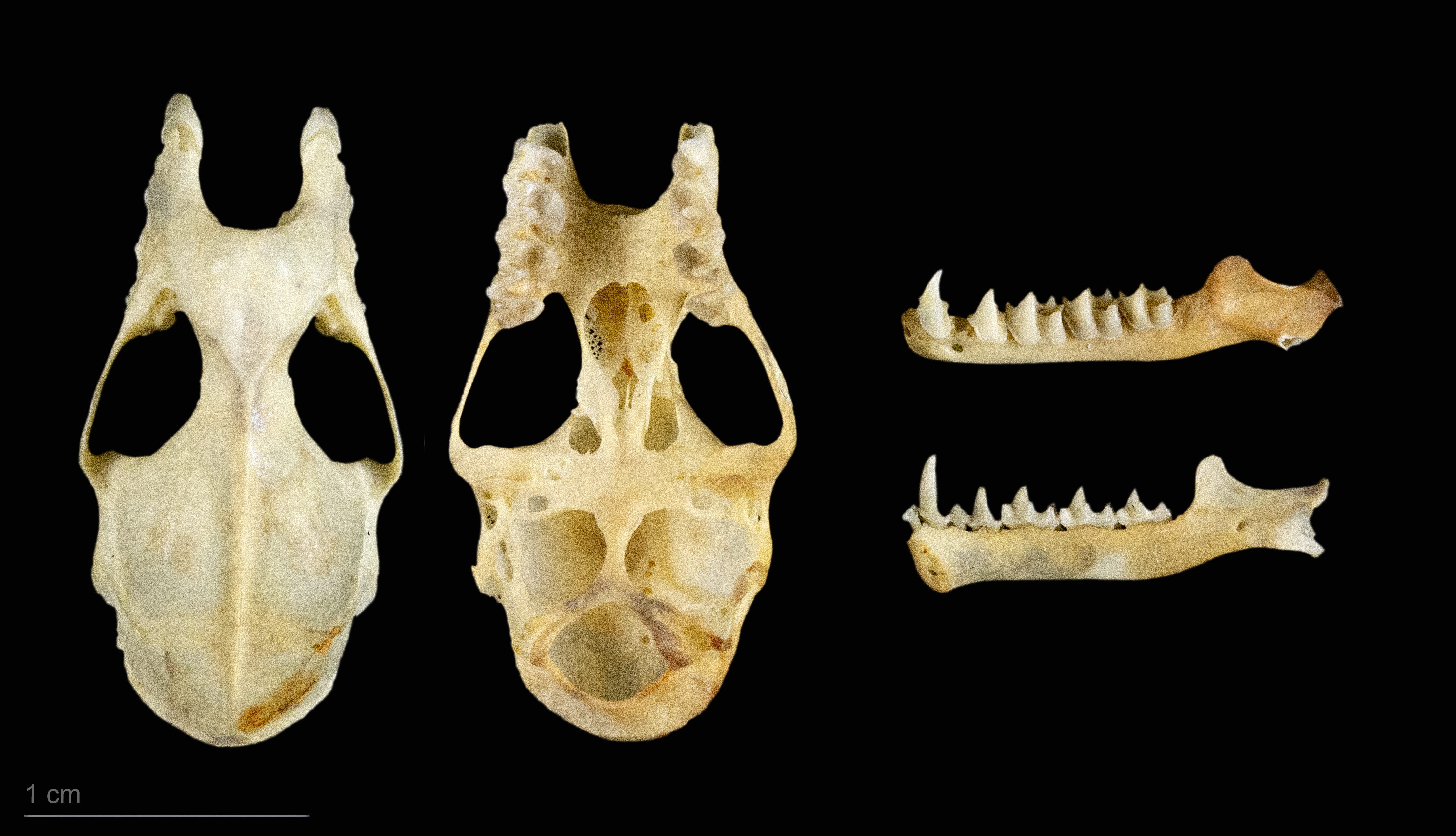
Rhinolophus ferrumequinum

خفاش نعل‌اسبی بزرگ (نام علمی: Rhinolophus ferrumequinum) نام یک گونه از تیره خفاش نعل‌بینی است.